# Bohdanów (stacja kolejowa)
Bohdanów (biał. Багданаў, ros. Богданов) – stacja kolejowa w miejscowości Bohdanów, w rejonie wołożyńskim, w obwodzie mińskim, na Białorusi.
Stacja istniała przed II wojną światową.